# 송태림
송태림 (宋泰林, 1984년 2월 20일, 경상남도 거제시 ~) 은 대한민국의 축구 선수이다.